# شارون فان إيتين
شارون فان إيتين (بالإنجليزية: Sharon Van Etten)‏ هي مغنية وكاتبة أغاني أمريكية ولدت في 26 فبراير 1981.

## روابط خارجية
شارون فان إيتين على موقع IMDb (الإنجليزية)
- شارون فان إيتين على موقع ميوزك برينز (الإنجليزية)
- شارون فان إيتين على موقع رولينغ ستون (الإنجليزية)
- شارون فان إيتين على موقع أول ميوزيك (الإنجليزية)
- شارون فان إيتين على موقع ديسكوغز (الإنجليزية)
- شارون فان إيتين على موقع قاعدة بيانات الفيلم (الإنجليزية)
- شارون فان إيتين على موقع كينوبويسك (الروسية)